# Gisèle Ory
Pour les articles homonymes, voir Ory.
Gisèle Ory, née le 30 avril 1956 à Bienne (originaire de Hausen am Albis), est une personnalité politique suisse, membre du Parti socialiste. Elle est députée du canton de Neuchâtel au Conseil des États de décembre 2003 à septembre 2009 et conseillère d'État du canton de Neuchâtel de mai 2009 à mai 2013.

## Biographie
Gisèle Ory naît le 30 avril 1956 à Bienne. Elle est originaire de Hausen am Albis, dans le canton de Zurich.
Elle obtient une licence en sciences politiques de l'université de Lausanne en 1978 puis participe aux recherches du professeur Erich Gruner au centre de recherches en politique suisse de l'Université de Berne, et à sa publication « Arbeiterschaft und Wirtschaft in der Schweiz ».
Secrétaire générale de la section neuchâteloise du WWF en 1988, elle soutient l'idée de création de parcs naturels régionaux en Suisse, en particulier dans la vallée du Doubs.
Elle est conseillère communale à Chézard-Saint-Martin de 1996 à 2000 et assume la présidence de la commune en 1999 et 2000. Elle siège ensuite au Grand Conseil neuchâtelois de 2001 à 2007, et devient, en 2002, porte-parole du Département fédéral de l'intérieur dirigé par Ruth Dreifuss. Elle préside le Grand Conseil en 2006-2007. En 2003, elle est élue aux Conseil des États. Elle est réélue en 2007.
Elle est élue au Conseil d'État du canton de Neuchâtel en 2009 et prend la tête des affaires sociales et de la santé. Elle ne se représente pas pour un second mandat à l'issue de la législature.
Elle a été directrice de Pro Infirmis Neuchâtel.
Francine John-Calame et Gisèle Ory ont proposé la candidature de l'association mondiale d'espéranto au Prix Nobel de la paix pour 2008.